# Funiculaire du Tréport
Le funiculaire du Tréport (parfois dénommé funiculaire des Terrasses) est aujourd'hui une ligne de quatre ascenseurs inclinés située en Normandie sur la commune du Tréport (Seine-Maritime). Mise en service en 2006, l'installation actuelle permet de relier les quartiers haut et bas de la ville en reprenant une partie des infrastructures de l'ancien funiculaire exploité entre 1908 et 1941 dont le tracé traverse la falaise sur une longueur de 55 mètres.

## Naissance du projet

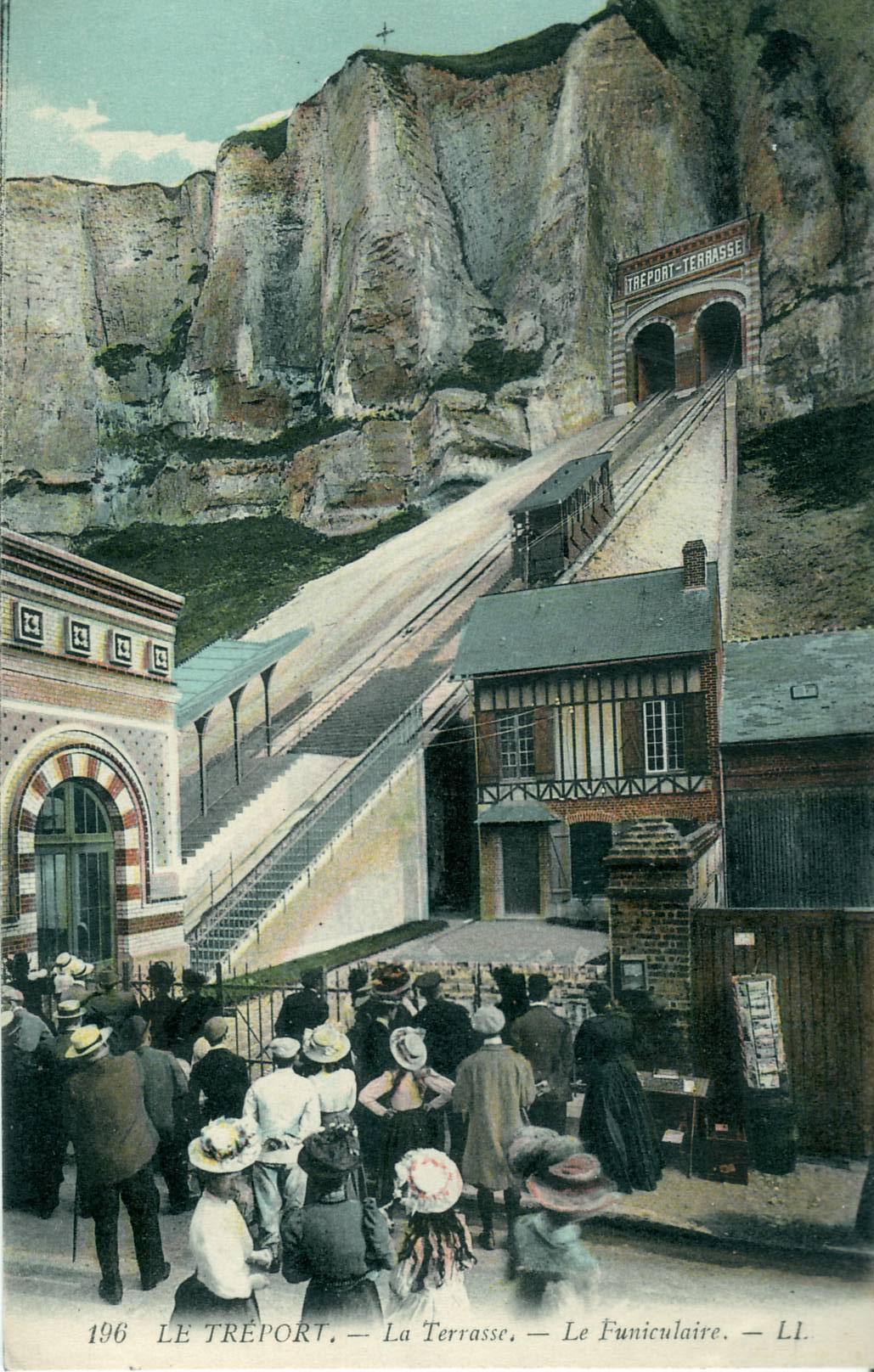
L'ancien funiculaire.
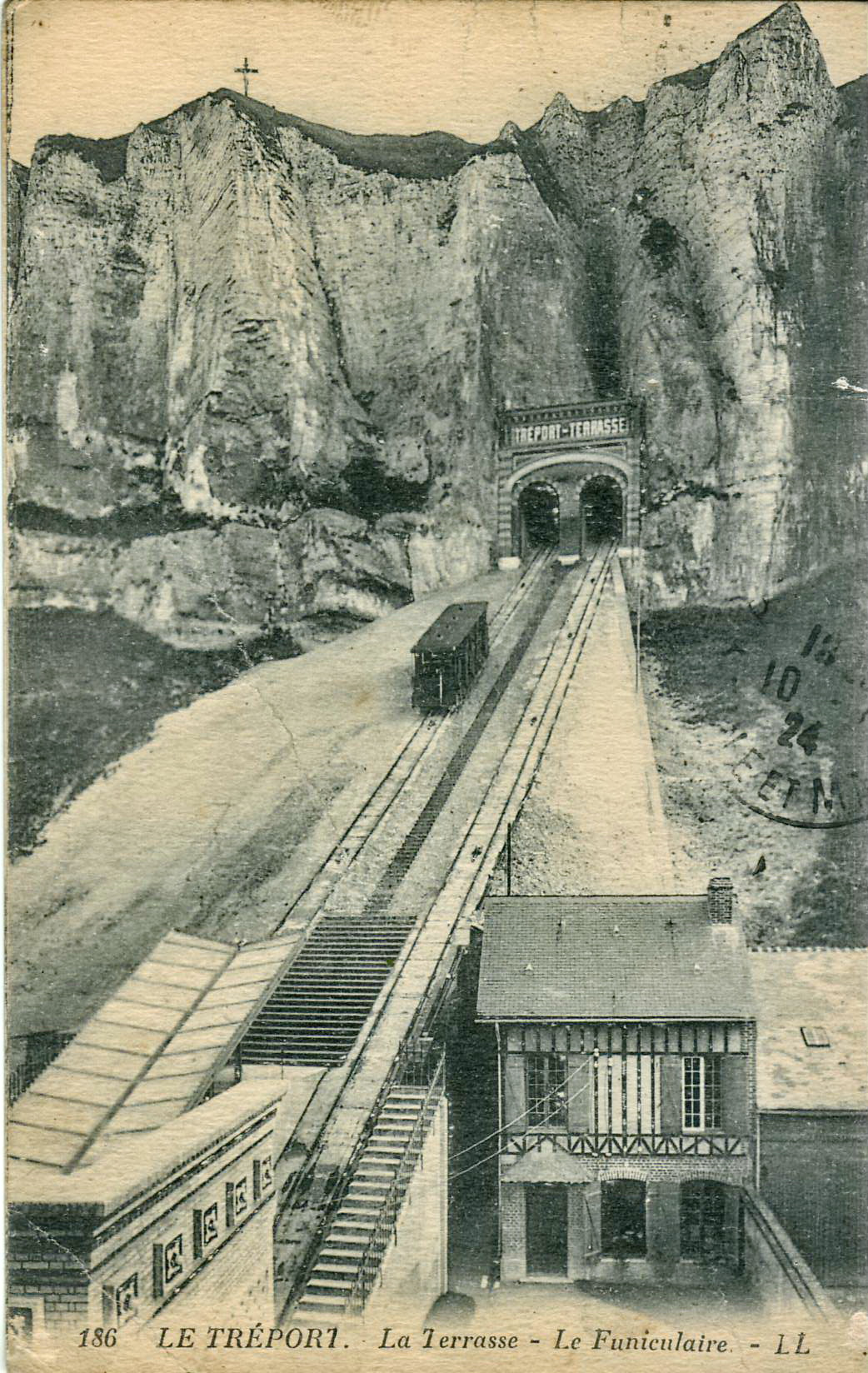
L'ancien funiculaire, vers 1924.
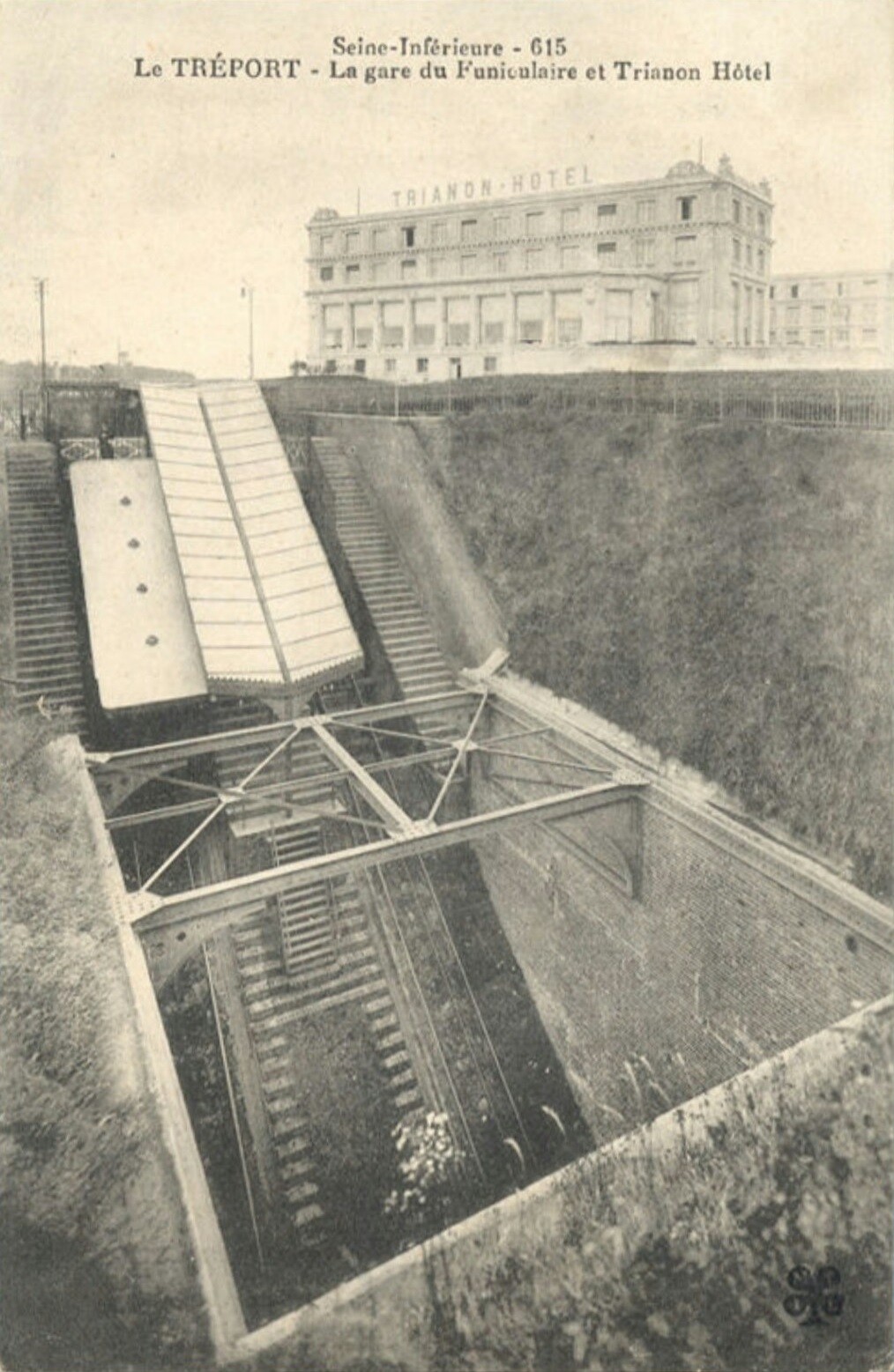
Station haute du funiculaire et l'hôtel Trianon - vers 1912.

Le principe d'un funiculaire permettant de relier le bas et le haut du Tréport est suggéré vers 1880. À cette époque, le tourisme balnéaire est en plein essor, auquel a d'ailleurs fortement contribué le développement du chemin de fer. Le Tréport — comme sa voisine Mers-les-Bains — est alors une des dernières villes de la Côte d'Albâtre à ne pas avoir encore pleinement développé son potentiel touristique malgré l'ouverture en 1872 de la ligne ferroviaire qui la relie à Paris, alors même que d'autres villes comme le Havre (en 1847), Dieppe (en 1848) ou Fécamp (en 1856) ont su tirer profit du réseau ferré.
Avec les hautes falaises au Sud et le port au Nord, les 400 mètres du front de mer du Tréport offre un espace trop restreint pour satisfaire toute la demande d'une nouvelle population en quête d'embruns marins. Les hauteurs de la ville, en plus d'être un lieu prisé de promenade — voire de randonnée — deviennent aussi un potentiel autre axe de développement immobilier mais pour y accéder, l'ascension des 365 marches, longue et assez physique pour une population plutôt citadine, refrène l'installation de nouveaux arrivants cherchant à être au plus près de l'animation du front de mer.

## Lancement d'une étude de faisabilité
Il faudra attendre le début du XXe siècle et l'avènement du tramway électrique dont Mers-les-Bains, Eu et le Tréport se dotent dès 1902, pour que, en 1904, à la faveur des élections municipales, une étude de faisabilité soit lancée par les autorités locales en vue de créer une liaison vers la petite station voisine de Mesnil-Val (commune de Criel-sur-Mer) avec une desserte sur les hauteurs de la ville, dénommées les Terrasses, où les premières villas sont construites. Le projet ne verra finalement pas le jour. Sa réalisation, particulièrement onéreuse, nécessitait en effet un tracé en pente douce passant par la ville qui soit suffisamment long pour surmonter la forte dénivellation jusqu'au sommet de la falaise. Par ailleurs, certains élus locaux craignaient que cette ligne nouvelle favorise Mesnil-Val au détriment du Tréport.
Déterminés, les propriétaires des Terrasses réaffirment pourtant que ce tramway sera bien construit, dut-il passer par la falaise. L'idée du funiculaire est née.
La presse locale se montre assez dubitative sur le sujet, voire particulièrement critique vis-à-vis de ces habitants vus comme des jusqu'au-boutistes et des spéculateurs dont le projet n'est destiné qu'à servir leurs propres intérêts. En 1905, peut-être à la faveur du pouvoir d'influence de certains de ces propriétaires, ledit projet d'un funiculaire traversant la falaise est pourtant officiellement lancé par le conseil général de la Seine-Inférieure dont le président, Paul Bignon, n'est autre que le maire de la ville d'Eu.

## Réalisation
Confiés à la société Massiou, les travaux sont engagés en janvier 1907 et dureront dix-sept mois dont deux pour le percement des tunnels.
La gare haute, avec ses briques colorées et son armature métallique, n'est pas sans rappeler le style de certaines gares et stations aériennes du réseau de transport de la capitale, telles que la gare de Javel ou la station Grenelle (aujourd'hui Bir-Hakeim), si familières aux nombreux Parisiens de passage. La gare basse, plus massive, est de style néo-byzantin. Les voitures du funiculaire pèsent alors six tonnes. Elles sont constituées d'une caisse en bois verni à quatre compartiments disposés en gradins et fermés par des portes coulissantes.
Considéré comme une réussite technique et architecturale, le funiculaire est inauguré en grande pompe le 1er juillet 1908. De nombreuses personnalités locales et nationales font partie des premiers passagers, parmi lesquelles Gaston d'Orléans et son épouse Isabelle, en leur qualité de comte et comtesse d'Eu, ainsi que leur fils Pierre.
Le succès du funiculaire se confirme dès le premier jour et, deux ans après son ouverture, les travaux de construction de l'hôtel Trianon et de son golf sont lancés à proximité immédiate de la gare d'arrivée, confirmant ainsi l'attrait des hauteurs qui sont dès lors rapprochées du front de mer. Cet immense et luxueux complexe hôtelier contribuera à faire du Tréport une station balnéaire particulièrement en vue.

## Déclin
Le déclenchement de la Première Guerre mondiale marque le début du déclin du funiculaire qui est de moins en moins rentable. En 1941, en installant un canon à longue portée à la station supérieure, les forces d'occupation allemandes mettent de fait un terme à son exploitation qui, même à la Libération, n'est pas relancée.
Entre 1958 et 1982, la ligne est à nouveau exploitée sous la forme d'une télécabine équipée de véhicules biplaces empruntant le tunnel du funiculaire. Malgré son originalité pour la région, le système se révéla un échec tant technique que commercial et fut donc démonté.

## Renaissance
La renaissance du funiculaire est envisagée dès 1990 afin d'apporter une solution à la saturation automobile dans le centre-ville. En 1992, les terrains sur lesquels sont installées les infrastructures sont rachetés par la commune. Les travaux de réhabilitation du site ne seront engagés qu'en septembre 2005 avec la construction de nouvelles stations haute et basse autour desquelles d'autres aménagements sont réalisés. En août 2006, le funiculaire est rétabli sous la forme d'ascenseurs inclinés dont le fonctionnement est automatisé. Depuis, il assure à nouveau une fonction de transport urbain qui a permis de déplacer le stationnement non-résidentiel du centre-ville vers un parking de délestage situé sur les Terrasses et ainsi restreindre l'accès aux ruelles du Tréport — le quartier des Cordiers — à ses seuls habitants et ayants droit. Dans un premier temps, deux cabines étroites et légères évoluent sur deux rampes distinctes en empruntant uniquement le tunnel Ouest.
En 2009, le tunnel Est est à son tour aménagé selon le même principe avec la mise en service de deux nouvelles cabines de tailles similaires. Dès lors, quatre cabines indépendantes assurent le transport des passagers.
Aujourd'hui, librement accessible, le funiculaire du Tréport constitue une attraction touristique à part entière, faisant du site le monument majeur, sinon emblématique, de la ville du Tréport.

## Galerie

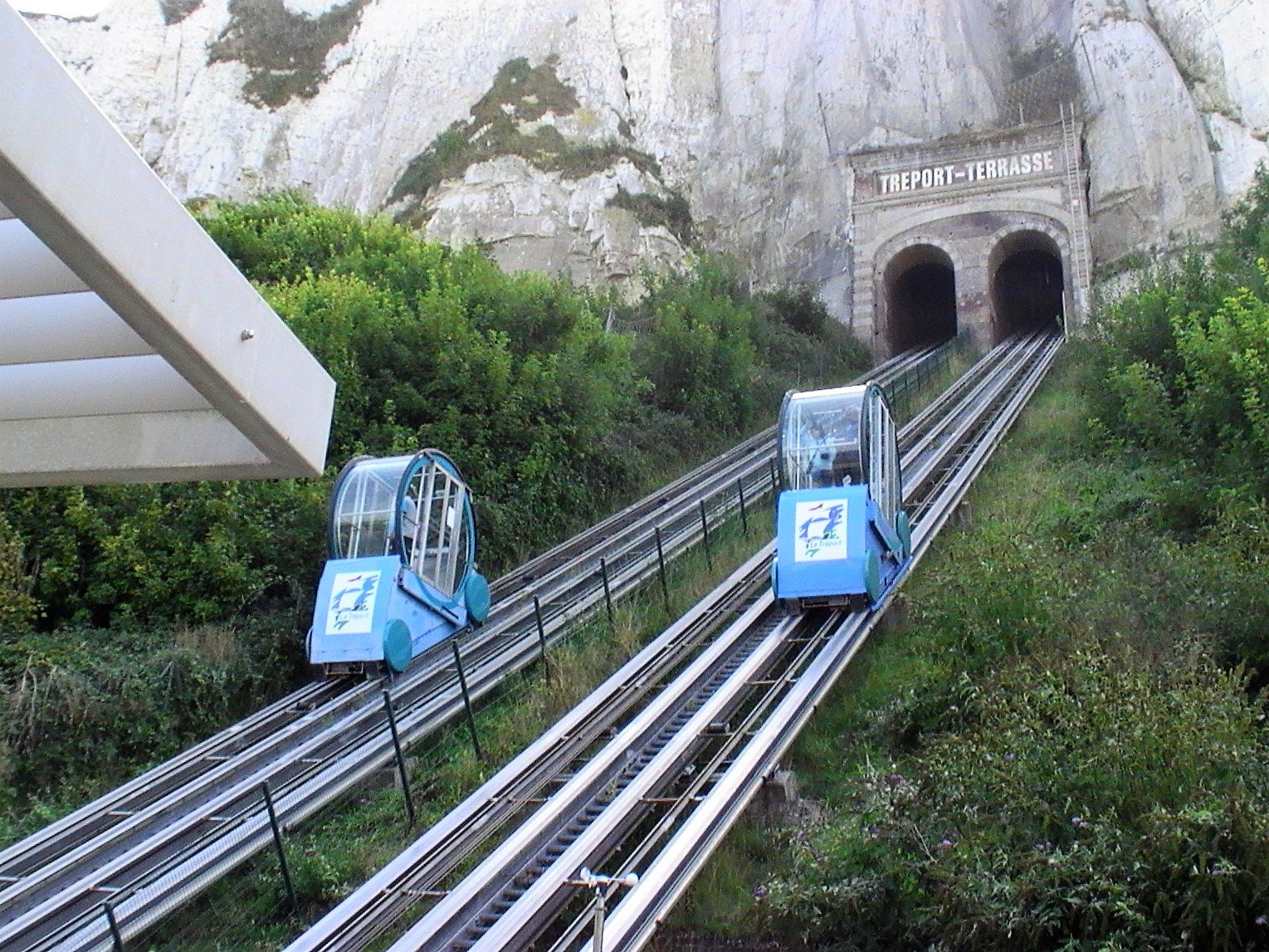
Le funiculaire du Tréport et le tunnel accédant à Tréport-Terrasse.
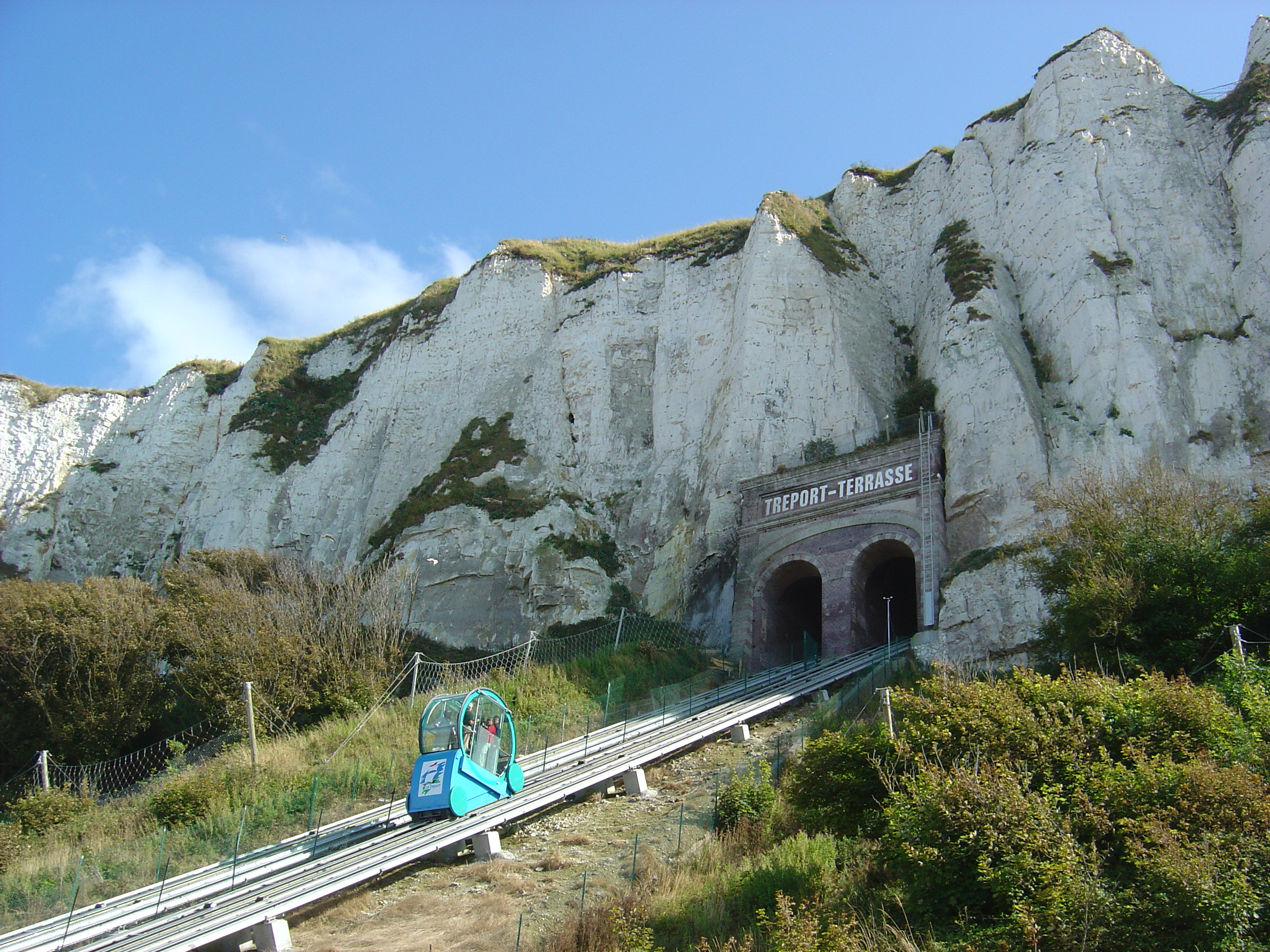
Le funiculaire du Tréport, vue d'ensemble du site.
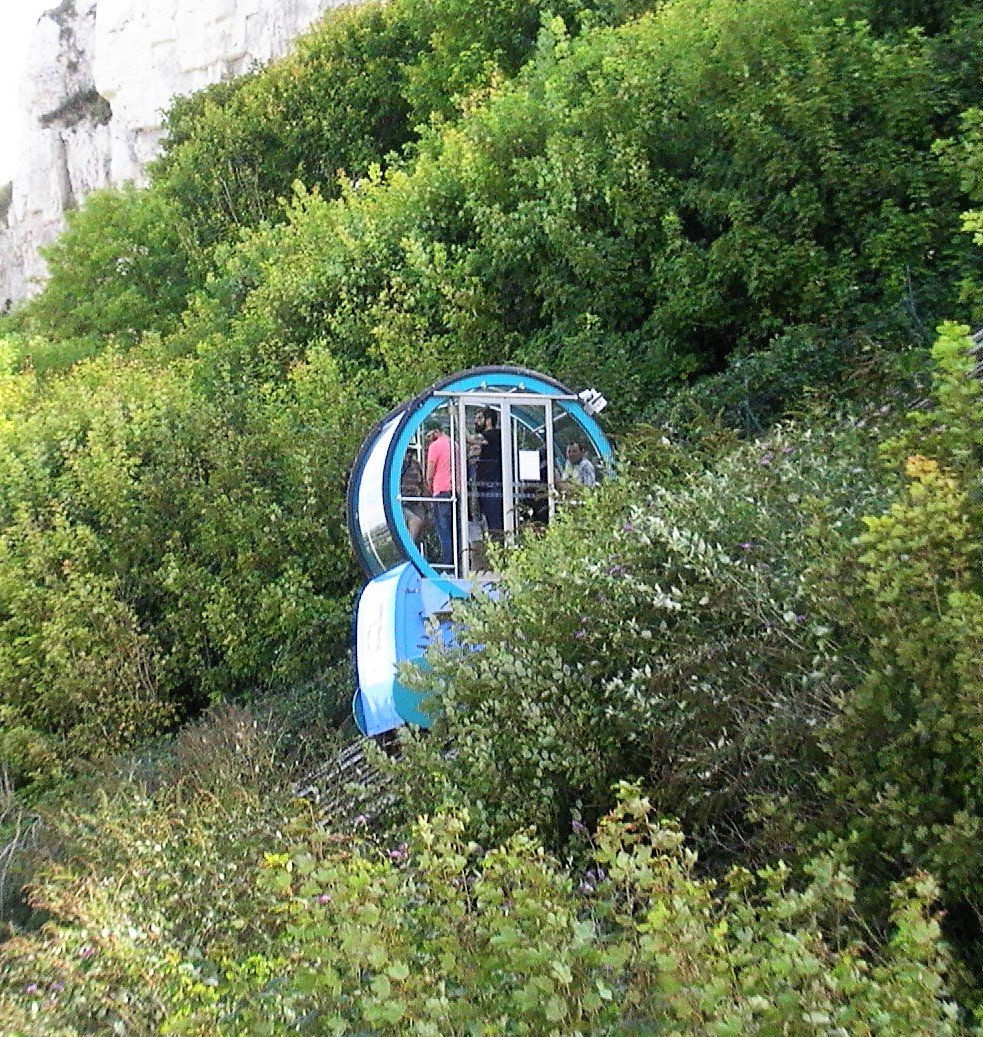
Intégration au paysage.
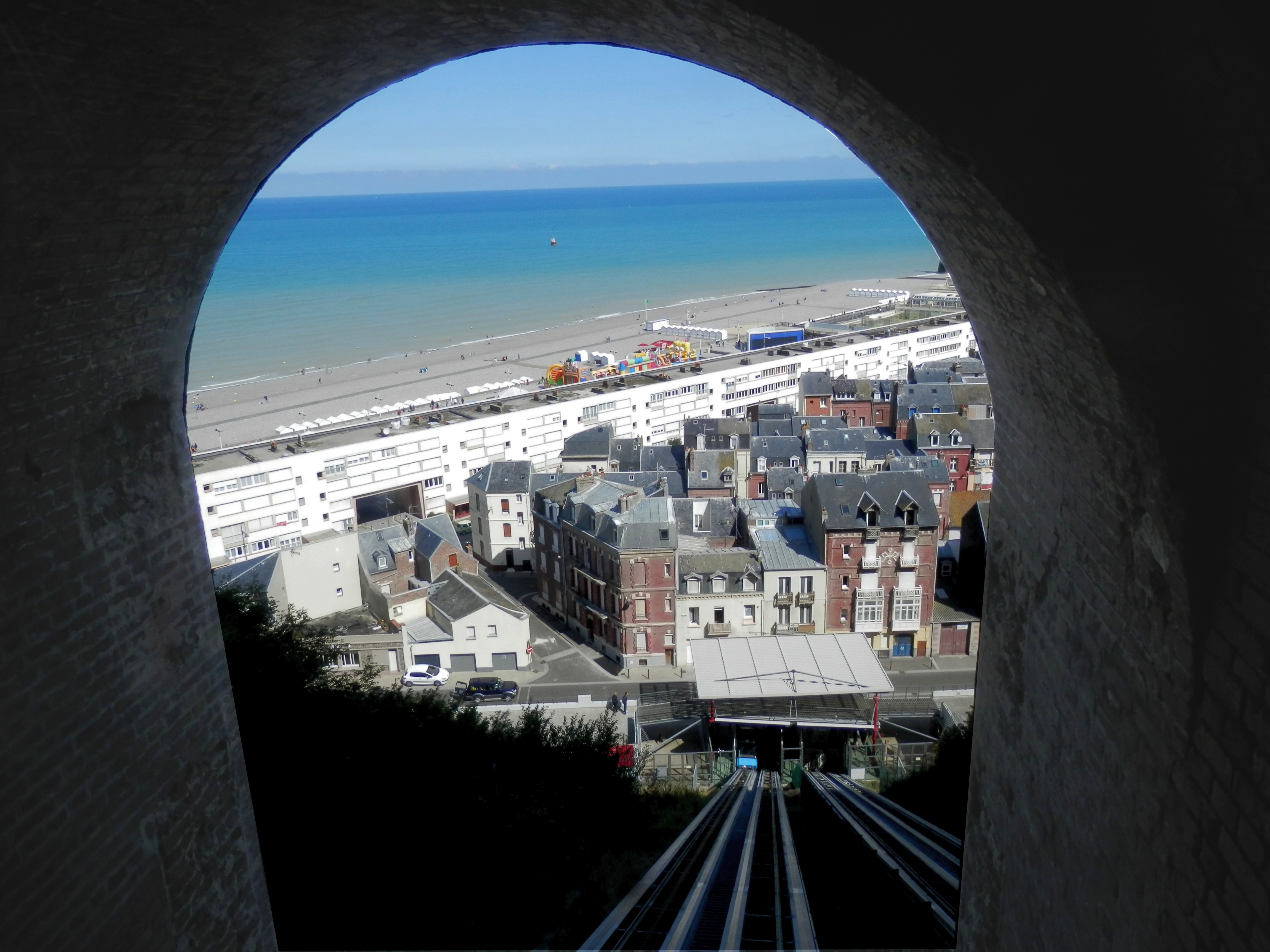
La station inférieure et la ville du Tréport depuis le tunnel Ouest.
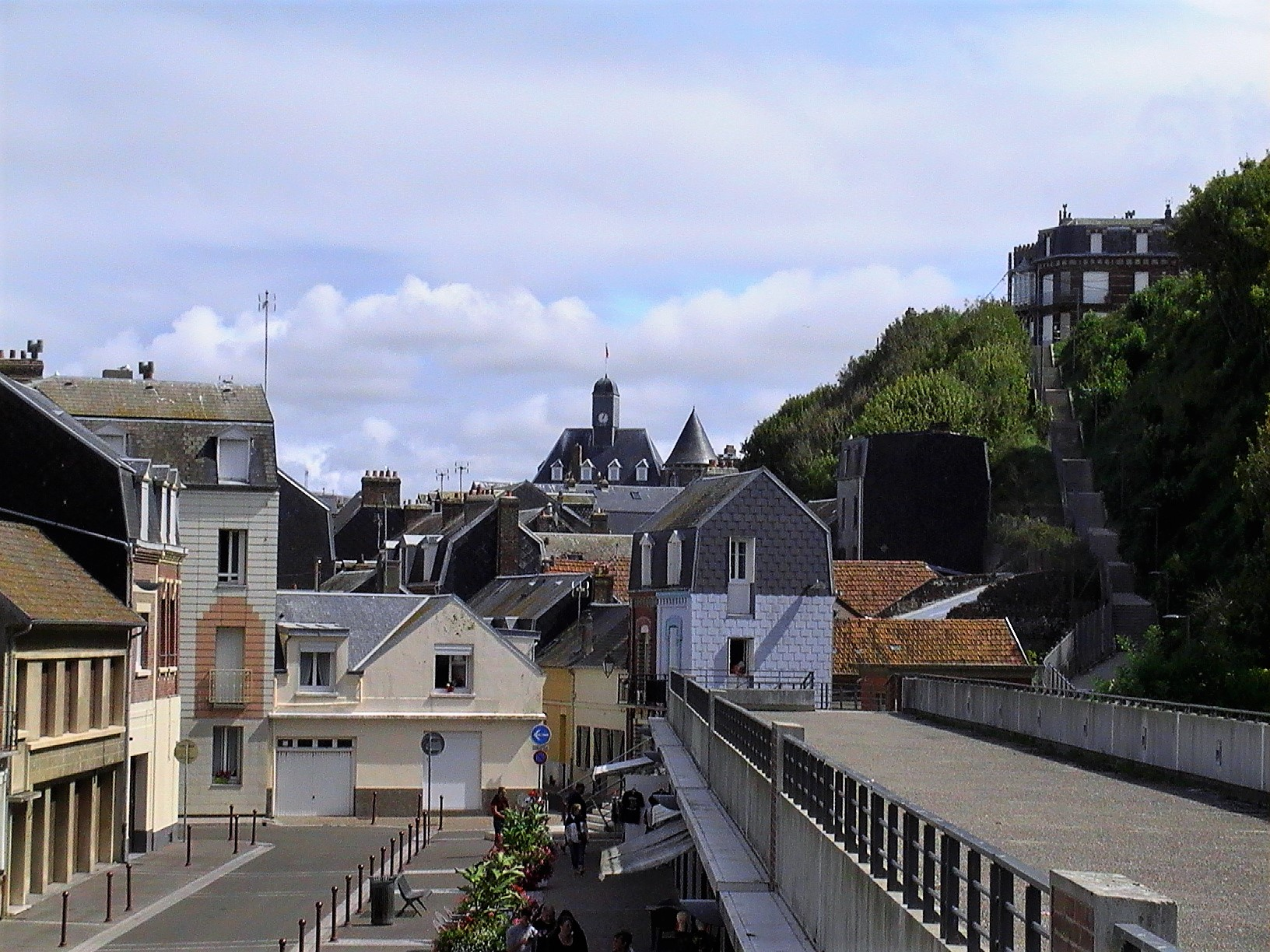
La rue Amiral-Courbet dessert le funiculaire.
- Vidéo.